# Commissario europeo della Lituania
Il commissario europeo della Lituania è un membro della Commissione europea proposto al Presidente della Commissione dal Governo della Lituania.
La Lituania ha diritto ad un commissario europeo dal 1º maggio 2004, anno della sua adesione all'Unione europea.

## Lista dei commissari europei della Lituania
| Commissario            | Competenza                                           | Commissione      | Periodo        | Partito |
| ---------------------- | ---------------------------------------------------- | ---------------- | -------------- | ------- |
| Andrius Kubilius       | Difesa e spazio                                      | von der Leyen II | 2024-in carica | TS-LKD  |
| Virginijus Sinkevičius | Ambiente, Oceani e Pesca                             | von der Leyen I  | 2019-2024      | LVŽS    |
| Vytenis Andriukaitis   | Salute e Sicurezza alimentare                        | Juncker          | 2014-2019      | LSDP    |
| Algirdas Šemeta        | Fiscalità e Unione doganale, Audit e Lotta antifrode | Barroso II       | 2010-2014      | nessuno |
| Algirdas Šemeta        | Programmazione finanziaria e Bilancio                | Barroso I        | 2009-2010      | nessuno |
| Dalia Grybauskaitė     | Programmazione finanziaria e Bilancio                | Barroso I        | 2004-2009      | nessuno |
| Dalia Grybauskaitė     | Educazione e Cultura                                 | Prodi            | 2004           | nessuno |